# Autobahnkreuz Kamp-Lintfort
Das Autobahnkreuz Kamp-Lintfort (Abkürzung: AK Kamp-Lintfort; Kurzform: Kreuz Kamp-Lintfort) ist ein Autobahnkreuz in Nordrhein-Westfalen in der Metropolregion Rhein-Ruhr. Es verbindet die Bundesautobahn 42 (Emscherschnellweg) mit der Bundesautobahn 57 (Trans-Niederrhein-Magistrale; E 31).

## Geografie
Das Autobahnkreuz liegt auf dem Stadtgebiet von Moers im Kreis Wesel, an der Stadtgrenze zum namensgebenden Kamp-Lintfort. Nächstgelegene Stadtteile sind Genend, Repelen und Kohlenhuck, alle auf Moerser Gebiet. Es befindet sich etwa 35 km nordwestlich von Düsseldorf, etwa 15 km nordwestlich von Duisburg und etwa 35 km nordöstlich von Venlo.
Die weithin sichtbaren Halden Pattberg und Norddeutschland, befinden sich unmittelbar nordöstlich bzw. südwestlich des Autobahnkreuzes.
Das Autobahnkreuz Kamp-Lintfort trägt auf der A 42 die Anschlussstellennummer 1, auf der A 57 die Nummer 8.

## Bauform und Ausbauzustand
Beide Autobahnen sind vierstreifig ausgebaut, die B 528 ist dreistreifig ausgebaut. Alle Verbindungsrampen sind einspurig ausgeführt.
Das Autobahnkreuz wurde ursprünglich als linksgeführte Trompete angelegt. Nachdem im Jahr 2006 die B 528 an das Autobahnkreuz angebunden wurde, baute man dieses zu einem Kleeblatt mit halbdirekter Rampe um, da diese Bauform den Rückbau der linksgeführten Trompete nicht benötigte. Auf der A 57 bildet das Kreuz zusammen mit der AS Kamp-Lintfort eine Doppelanschlussstelle.

## Verkehrsaufkommen
Das Kreuz wurde im Jahr 2015 täglich von rund 110.000 Fahrzeugen befahren.
| Von                     | Nach                     | Durchschnittliche tägliche Verkehrsstärke | Durchschnittliche tägliche Verkehrsstärke | Durchschnittliche tägliche Verkehrsstärke | Anteil Schwerlastverkehr | Anteil Schwerlastverkehr | Anteil Schwerlastverkehr |
| Von                     | Nach                     | 2005                                      | 2010                                      | 2015                                      | 2005                     | 2010                     | 2015                     |
| ----------------------- | ------------------------ | ----------------------------------------- | ----------------------------------------- | ----------------------------------------- | ------------------------ | ------------------------ | ------------------------ |
| AK Kamp-Lintfort        | AS Moers-Nord (A 42)     | 46.500                                    | 40.900                                    | 49.100                                    | 16,5 %                   | 15,1 %                   | 17,7 %                   |
| AS Kamp-Lintfort (A 57) | AK Kamp-Lintfort         | 55.600                                    | 58.900                                    | 61.200                                    | 11,1 %                   | 12,1 %                   | 09,8 %                   |
| AK Kamp-Lintfort        | AS Moers-Hülsdonk (A 57) | 63.000                                    | 62.700                                    | 63.700                                    | 16,1 %                   | 12,5 %                   | 15,3 %                   |
| Kamp-Lintfort (B 528)   | AK Kamp-Lintfort         | keine Daten                               | keine Daten                               | keine Daten                               | keine Daten              | keine Daten              | keine Daten              |

## Geschwindigkeitsüberwachung
Auf der A42 aus Richtung Duisburg befindet sich kurz vor dem Autobahnkreuz eine Geschwindigkeitsüberwachungsanlage.